# 宮本豊蔵
宮本 豊蔵（みやもと とよぞう、1952年9月3日 - ）は、日本の画家。

## 人物・作風
深く濃厚なマチエールと激しく躍動する線を大胆に描く日本の画家。
いわき市生まれで、東京のデザイン系専門学校に進んだ。卒業後は働きながら絵を描き、30歳の時に画業だけで生活していこうと決心。40歳で母の故郷・双葉町にアトリエを構えた。東京を中心に毎年個展を開いていたが東京電力福島第一原発事故により強制避難を余儀なくされ妻の実家がある流山に避難した。指定避難区域となった自身のアトリエへはもう戻ることができなくなった。しかし「災害を乗り越えるべく、再生の道を進んでいきたい」との思いで東日本大震災被災から2年後、福島の地に舞台を戻し意欲的に制作を続ける。1992年9月には自身の画集「宮本豊蔵 : 描かずにはいられない在野の魂」を東京セントラル絵画館より出版。現在も活動を続けている。

## 略歴
- 1952年（昭和27年） - 福島県いわき市に生まれる。
- 1985年～87年 - フランス独学取材
- 1986年 - ブロードウェイ新人賞受賞

## 出品

### 個展
- 1985年～1988年 - ギャラリーロイヤル銀座
- 1989年 - 全国各地百貨店にて個展
- 1992年 - 安井賞展出品
- 1992年 - ウォーター・タワー・ギャラリー
- 1996年～1998年 - 東急日本橋
- 2002年～2010年 - 旭ギャラリー
- 1999年～2010年 - 金井画廊
- 2013年 -福島県文化センター 「回生」宮本豊蔵展